# 푸자 바트
푸자 바트(힌디어: पूजा भट्ट, 영어: Pooja Bhatt, 1972년 2월 24일 ~ )는 인도의 배우, 성우, 모델, 영화 제작자이다.

## 출연 작품
- 지즘 2 (2012)
- Paap (2003)
- 에브리바디 세즈 아임 파인! (2001)